# Pacouria guianensis
Pacouria guianensis är en oleanderväxtart som beskrevs av Jean Baptiste Christophe Fusée Aublet. Pacouria guianensis ingår i släktet Pacouria och familjen oleanderväxter. Inga underarter finns listade i Catalogue of Life.